# Ofensiva de Al Bayda em 2020
A ofensiva de Al Bayda começou no final de julho de 2020 com o reinício das operações militares das forças Houthis na província de Al Bayda, durante a Guerra Civil Iemenita contra as forças da Al-Qaeda no Iêmen, do Estado Islâmico no Iêmen e das forças militares leais ao governo de Abd Rabbuh Mansur Al-Hadi.

## Prelúdio
No início de 2020, as forças Houthis estavam obtendo ganhos territoriais na província de al-Jawf e em Marib ao longo da rodovia principal que liga essas províncias,  com o objetivo de controlar o eixo Bayda-Marib. 

## A batalha
Em 21 de junho, as forças lideradas pelos Houthis combateram até entrar na província de Baydha, com o objetivo de alcançar a área de Mahilia e atacar Marib pelo sul.  De acordo com a mídia pró-governo Hadi, a ofensiva dos Houthis na área de Al-Nahma, distrito de Mahliyah de Marib, deixou tribos leais ao governo e soldados em uma  situação difícil de serem atacados a partir do sul.
Em 30 de junho, as forças Houthis avançaram ainda mais no norte de Badya e no sul de Marib, ocupando 400 km2 de terreno e causando 250 mortos, feridos e capturados das forças pró-governo Hadi. 
Em 12 de agosto, fontes Houthis relataram avanços na frente de Marib contra o Estado Islâmico e as forças da Al-Qaeda localizadas no sudeste de Marib e contra as forças lideradas pelos sauditas no sudoeste.
Em 19 de agosto de 2020, o porta-voz do movimento Houthi, General Yahya al-Sari, disse que após as operações militares os distritos de Walad Rabi e Quraishiyah foram capturados pelas forças Houthis. De acordo com al-Sari Houthi, foram apreendidos 1.000 km2 de terreno do controle de grupos jihadistas (Al-Qaeda e Estado Islâmico no Iêmen), infligiram 250 mortos, feridos e capturados enquanto destruíam doze bases inimigas. 
Em 22 de agosto de 2020, a mídia pró-Houthi revelou os avanços feitos pelos combatentes Houthis contra as forças da Al-Qaeda e do Estado Islâmico em Badya. De acordo com a mídia iemenita, os combatentes Houthis apreenderam mísseis M47 Dragon, metralhadoras M2 Browning e suprimentos do Programa Mundial de Alimentos das forças jihadistas.